# Luciosoma
Luciosoma is een geslacht van straalvinnige vissen uit de familie van karpers (Cyprinidae).

## Soorten
- Luciosoma bleekeri Steindachner, 1878
- Luciosoma pellegrinii Popta, 1905
- Luciosoma setigerum (Valenciennes, 1842)
- Luciosoma spilopleura Bleeker, 1855
- Luciosoma trinema (Bleeker, 1852)